# Grå skriktrast
Grå skriktrast (Argya malcolmi) är en asiatisk fågel i familjen fnittertrastar inom ordningen tättingar.

## Utseende och läte
Grå skriktrast är en stor (27–28 cm) och långstjärtad skriktrast med rätt enfärgat grå fjäderdräkt, ljusare på stjärtsidor och övergump. På huvudet syns mörkgrå tygel, ofläckat skärgrått på strupe och bröst samt ljusgrå panna.
Lätena beskrivs som ett ihållet tjattrande. Även ljudliga och nasala "kaaa-kaaa-kaaa" kan höras.

## Utbredning och systematik
Grå skriktrast förekommer i torr låglänt buskskog på Indiska halvön. Den behandlas som monotypisk, det vill säga att den inte delas in i några underarter.

### Släktestillhörighet
Grå skriktrast placeras traditionellt i släktet Turdoides. DNA-studier visar dock dels att skriktrastarna kan delas in i två grupper som skilde sig åt för hela tio miljoner år sedan, dels att även de afrikanska släktena Phyllanthus och Kupeornis är en del av komplexet. Idag delas därför vanligen Turdoides upp i två släkten, å ena sidan övervägande asiatiska arter i släktet Argya, däribland grå skriktrast, å andra sidan övriga arter, alla förekommande i Afrika söder om Sahara, i Turdoides i begränsad mening men inkluderande Phyllanthus och Kupeornis.

## Levnadssätt
Grå skriktrast hittas i öppna områden som buskmarker, ordlingsbygd, trädgårdar och kring bybebyggelse. Den ses i småflockar, vanligtvs med omkring tio fåglar och gärna med indisk skriktrast. Den lever mestadels av insekter, men kan också ta säd, frön och bär.

### Häckning
Grå skriktrast häckar kooperativt året igenom. Det prydligt skålformade boet av gräs, kvistar och rötter byggs vanligen med assistans av fler fåglar än föräldrarna. Det placeras i en buske eller litet träd på mellan 1,2 och tre meters höjd. Däri lägger fågeln tre till åtta ägg. Arten boparasiteras av jakobinskatgöken.

## Status och hot
Arten har ett stort utbredningsområde, en stabil populationsutveckling och tros inte vara utsatt för något substantiellt hot. Utifrån dessa kriterier kategoriserar internationella naturvårdsunionen IUCN arten som livskraftig (LC).

## Namn
Fågelns vetenskapliga artnamn hedrar John Malcolm (1769–1833), brittisk tjänsteman verksam som diplomat i Indien, särskilt sändebud till Persien 1799–1801 och guvernör i Bombay 1826-1830.